# Elecciones legislativas de Argentina de 1880
Las elecciones legislativas de Argentina de 1880 se realizaron el 1 de febrero del mencionado año para renovar la mitad de la Cámara de Diputados, cámara baja del Congreso de la Nación Argentina. Jujuy tuvo elecciones desfasadas el 20 de junio.

## Bancas a elegir
| Provincia           | Bancas | A elegir |
| ------------------- | ------ | -------- |
| Buenos Aires        | 25     | 14       |
| Catamarca           | 4      | 1        |
| Córdoba             | 11     | 8        |
| Corrientes          | 6      | 3        |
| Entre Ríos          | 7      | 1        |
| Jujuy               | 2      | 1        |
| La Rioja            | 2      | 1        |
| Mendoza             | 3      | 1        |
| Salta               | 4      | 3        |
| San Juan            | 3      | 2        |
| San Luis            | 3      | 3        |
| Santa Fe            | 4      | 2        |
| Santiago del Estero | 7      | 3        |
| Tucumán             | 5      | 2        |
| Total               | 86     | 45       |

## Resultados por provincia
| Provincia                      | Candidato                  | Votos     |
| ------------------------------ | -------------------------- | --------- |
| Buenos Aires (Por cuatro años) | Mauricio González Catán    | 27.520    |
| Buenos Aires (Por cuatro años) | Martín de Gainza           | 27.416    |
| Buenos Aires (Por cuatro años) | Emilio Mitre               | 27.368    |
| Buenos Aires (Por cuatro años) | Delfín B. Huergo           | 27.243    |
| Buenos Aires (Por cuatro años) | Manuel A. Montes de Oca    | 26.966    |
| Buenos Aires (Por cuatro años) | José María Gutiérrez       | 26.496    |
| Buenos Aires (Por cuatro años) | Justino Obligado           | 25.822    |
| Buenos Aires (Por cuatro años) | Juan José Lanusse          | 22.878    |
| Buenos Aires (Por cuatro años) | Hilario Lagos              | 21.727    |
| Buenos Aires (Por cuatro años) | Emilio Bunge               | 21.328    |
| Buenos Aires (Por cuatro años) | Edelmiro Mayer             | 20.151    |
| Buenos Aires (Por cuatro años) | Manuel Rocha               | 16.045    |
| Buenos Aires (Por cuatro años) | Epifanio Martínez          | 7.362     |
| Buenos Aires (Por cuatro años) | Mariano Varela             | 6.246     |
| Buenos Aires (Por cuatro años) | Julio Campos               | 6.015     |
| Buenos Aires (Por cuatro años) | Félix Frías                | 5.824     |
| Buenos Aires (Por cuatro años) | Lisandro Olmos             | 5.681     |
| Buenos Aires (Por cuatro años) | Rufino de Elizalde         | 2.676     |
| Buenos Aires (Por cuatro años) | Juan José Montes de Oca    | 1.073     |
| Buenos Aires (Por cuatro años) | Benito Machado             | 637       |
| Buenos Aires (Por cuatro años) | Mauricio Alcorta           | 170       |
| Buenos Aires (Por cuatro años) | José A. Terry              | 36        |
| Buenos Aires (Por dos años)    | Rufino de Elizalde         | 24.646    |
| Buenos Aires (Por dos años)    | Juan José Montes de Oca    | 22.404    |
| Buenos Aires (Por dos años)    | Manuel Rocha               | 2.065     |
| Buenos Aires (Por dos años)    | Edelmiro Mayer             | 1.376     |
| Buenos Aires (Por dos años)    | José A. Terry              | 767       |
| Buenos Aires (Por dos años)    | Félix Frías                | 8         |
| Buenos Aires (Por dos años)    | Lisandro Olmos             | 4         |
| Buenos Aires (Por dos años)    | Julio Campos               | 4         |
| Buenos Aires (Por dos años)    | Epifanio Martínez          | 2         |
| Buenos Aires (Por dos años)    | Juan José Lanusse          | 2         |
| Buenos Aires (Por dos años)    | Martín de Gainza           | 1         |
| Buenos Aires (Por dos años)    | Mariano Varela             | 1         |
| Catamarca                      | Pedro Ignacio Acuña        | 2.250     |
| Catamarca                      | Mariano Casas              | 1         |
| Córdoba                        | Tristán Achával Rodríguez  | 4.263     |
| Córdoba                        | Carlos Tagle               | 4.263     |
| Córdoba                        | Ángel Sosa                 | 4.263     |
| Córdoba                        | Felipe Yofre               | 4.263     |
| Córdoba                        | Manuel Esteban Pizarro     | 4.263     |
| Córdoba                        | Carlos Bouquet             | 4.263     |
| Córdoba                        | Ismael Galíndez            | 4.263     |
| Córdoba                        | Federico Corvalán          | 4.263     |
| Corrientes                     | Manuel Florencio Mantilla  | 6.460     |
| Corrientes                     | Avelino Verón              | 6.285     |
| Corrientes                     | Pedro R. Fernández         | 6.131     |
| Corrientes                     | Agustín P. Justo           | 710       |
| Corrientes                     | Emilio Díaz                | 605       |
| Corrientes                     | Tomás J. Luque             | 3         |
| Entre Ríos                     | Teófilo García             | 3.899     |
| Jujuy                          | José Sánchez de Bustamante | 1.342     |
| La Rioja                       | Serafín de la Vega         | Sin datos |
| Mendoza                        | Isaac Chavarría            | 1.412     |
| Mendoza                        | Germán Puebla              | 8         |
| Mendoza                        | Julián Barraquero          | 6         |
| Mendoza                        | Manuel B. Sánchez          | 1         |
| Salta                          | Pedro I. López             | 6.907     |
| Salta                          | Arturo L. Dávalos          | 6.263     |
| Salta                          | Victorino de la Plaza      | 5.220     |
| Salta                          | Rudecindo Aranda           | 4.812     |
| Salta                          | Manuel Peña                | 86        |
| Salta                          | Abraham Echazú             | 81        |
| Salta                          | Tomás Maldonado            | 2         |
| Salta                          | Eliseo F. Outes            | 1         |
| San Juan                       | Ángel Dolores Rojas        | 2.961     |
| San Juan                       | Vicente Celestino Mallea   | 2.961     |
| San Luis                       | Jacinto Videla             | 1.822     |
| San Luis                       | Eriberto Mendoza           | 1.819     |
| San Luis                       | Cristóbal Pereyra          | 1.814     |
| San Luis                       | Carlos Rodríguez           | 2         |
| San Luis                       | C. Astudillo               | 2         |
| San Luis                       | Ignacio Adams              | 2         |
| San Luis                       | Ramón Barbeito             | 1         |
| San Luis                       | Marcial Gigena             | 1         |
| San Luis                       | Juan Sarmiento             | 1         |
| San Luis                       | Abelardo Figueroa          | 1         |
| San Luis                       | José Arias                 | 1         |
| San Luis                       | Juan Agustín Estrada       | 1         |
| San Luis                       | Mamerto Gutiérrez          | 1         |
| San Luis                       | Juan Barbeito              | 1         |
| San Luis                       | Lindor L. Quiroga          | 1         |
| San Luis                       | Raimundo Barro             | 1         |
| San Luis                       | Celestino Jofre            | 1         |
| Santa Fe                       | Manuel María Zavalla       | 1.336     |
| Santa Fe                       | Pedro C. Reyna             | 1.330     |
| Santa Fe                       | Tomás Puig                 | 4         |
| Santiago del Estero            | Pedro Vieyra               | 4.862     |
| Santiago del Estero            | Luis Generoso Pinto        | 4.861     |
| Santiago del Estero            | Rainerio Lugones           | 4.860     |
| Santiago del Estero            | Felipe Berdia              | 1         |
| Santiago del Estero            | Genaro Martínez            | 1         |
| Santiago del Estero            | Ramón Camet                | 1         |
| Tucumán                        | José Mariano Astigueta     | 2.180     |
| Tucumán                        | Marco Aurelio Avellaneda   | 1.466     |
| Tucumán                        | Silvano Bores              | 724       |

1. 1 2 3 4 5 6 7 8 9 10 11 12  Declarado cesante por la Cámara de Diputados el 24 de junio de 1880 por no asistir a las sesiones durante la Revolución de 1880. Se realizan nuevas elecciones el 19 de septiembre de 1880.
2. ↑  Electo junto a Juan José Montes de Oca completar los mandatos de Manuel A. Montes de Oca y Carlos Pellegrini (1878-1882). Declarado cesante por la Cámara de Diputados el 24 de junio de 1880 por no asistir a las sesiones durante la Revolución de 1880, se realizan nuevas elecciones el 19 de septiembre de 1880.
3. ↑  Electo junto a Rufino de Elizalde completar los mandatos de Manuel A. Montes de Oca y Carlos Pellegrini (1878-1882). Declarado cesante por la Cámara de Diputados el 24 de junio de 1880 por no asistir a las sesiones durante la Revolución de 1880, se realizan nuevas elecciones el 19 de septiembre de 1880.
4. 1 2 3  Declarado cesante por la Cámara de Diputados el 24 de junio de 1880 por no asistir a las sesiones durante la Revolución de 1880. Se realizan nuevas elecciones el 17 de septiembre de 1880.
5. ↑  Electo para completar el mandato de Moisés Oliva (1878-1882). Declarado cesante por la Cámara de Diputados el 24 de junio de 1880 por no asistir a las sesiones durante la Revolución de 1880, lo reemplaza Juan Solá en una elección especial el 8 de agosto de 1880.
6. ↑  Renunció el 11 de febrero de 1882, lo reemplaza Sidney Tamayo en una elección especial el 4 de junio de 1882.
7. ↑  Renunció el 9 de mayo de 1883, no fue reemplazado.
8. ↑  Renuncia aceptada el 22 de mayo de 1882, lo reemplaza Luciano Torrent en una elección especial el 2 de julio de 1882.

## Elecciones parciales
| Provincia    | Fecha                    | Candidato                           | Votos  | Mandato   | Reemplaza a            |
| ------------ | ------------------------ | ----------------------------------- | ------ | --------- | ---------------------- |
| Buenos Aires | 19 de septiembre de 1880 | Bernardo de Irigoyen                | 25.619 | 1880-1884 | [ b ]                  |
| Buenos Aires | 19 de septiembre de 1880 | Miguel Goyena                       | 25.619 | 1878-1882 | [ c ]                  |
| Buenos Aires | 19 de septiembre de 1880 | Luis Sáenz Peña                     | 25.618 | 1878-1882 | [ c ]                  |
| Buenos Aires | 19 de septiembre de 1880 | Antonino Cambaceres                 | 25.618 | 1878-1882 | [ c ]                  |
| Buenos Aires | 19 de septiembre de 1880 | Eulogio Enciso                      | 25.617 | 1878-1882 | [ c ]                  |
| Buenos Aires | 19 de septiembre de 1880 | Rafael Ruiz de los Llanos           | 25.616 | 1880-1884 | [ b ]                  |
| Buenos Aires | 19 de septiembre de 1880 | Carlos Alfredo D'Amico              | 25.615 | 1878-1882 | [ c ]                  |
| Buenos Aires | 19 de septiembre de 1880 | Nicolás Calvo                       | 25.494 | 1878-1882 | [ c ]                  |
| Buenos Aires | 19 de septiembre de 1880 | Estanislao Zeballos                 | 25.456 | 1880-1884 | [ b ]                  |
| Buenos Aires | 19 de septiembre de 1880 | Bernardo Solveyra                   | 25.358 | 1878-1882 | [ c ]                  |
| Buenos Aires | 19 de septiembre de 1880 | Luis García Lagos                   | 25.306 | 1880-1884 | [ b ]                  |
| Buenos Aires | 19 de septiembre de 1880 | Vicente Villamayor                  | 25.272 | 1878-1882 | [ c ]                  |
| Buenos Aires | 19 de septiembre de 1880 | José Fernández                      | 25.267 | 1880-1884 | [ b ]                  |
| Buenos Aires | 19 de septiembre de 1880 | Juan Coquet                         | 25.230 | 1880-1884 | [ b ]                  |
| Buenos Aires | 19 de septiembre de 1880 | Miguel Cané                         | 25.188 | 1880-1884 | [ b ]                  |
| Buenos Aires | 19 de septiembre de 1880 | Enrique B. Moreno                   | 25.032 | 1878-1882 | [ c ]                  |
| Buenos Aires | 19 de septiembre de 1880 | Saturnino Unzué                     | 24.977 | 1880-1884 | [ b ]                  |
| Buenos Aires | 19 de septiembre de 1880 | José Clemente Paz                   | 24.904 | 1878-1882 | [ c ]                  |
| Buenos Aires | 19 de septiembre de 1880 | Pedro Goyena                        | 24.300 | 1880-1884 | [ b ]                  |
| Buenos Aires | 19 de septiembre de 1880 | Juan José Araujo                    | 24.169 | 1880-1884 | [ b ]                  |
| Buenos Aires | 19 de septiembre de 1880 | Delfín Gallo                        | 19.083 | 1880-1884 | [ b ]                  |
| Buenos Aires | 19 de septiembre de 1880 | Hipólito Yrigoyen                   | 19.001 | 1878-1882 | [ c ]                  |
| Buenos Aires | 19 de septiembre de 1880 | Mariano Demaría                     | 18.073 | 1880-1884 | [ b ]                  |
| Buenos Aires | 19 de septiembre de 1880 | Lucio Vicente López                 | 16.688 | 1878-1882 | [ c ]                  |
| Buenos Aires | 19 de septiembre de 1880 | Exequiel N. Paz                     | 14.392 |           |                        |
| Buenos Aires | 19 de septiembre de 1880 | Pedro A. Pardo                      | 10.253 |           |                        |
| Buenos Aires | 19 de septiembre de 1880 | Álvaro Barros                       | 3.602  |           |                        |
| Buenos Aires | 19 de septiembre de 1880 | Carlos Roballos                     | 745    |           |                        |
| Buenos Aires | 19 de septiembre de 1880 | Juan Dillon (h)                     | 669    |           |                        |
| Buenos Aires | 19 de septiembre de 1880 | Benjamín Victorica                  | 2      |           |                        |
| Buenos Aires | 19 de septiembre de 1880 | Miguel Navarro Viola                | 2      |           |                        |
| Buenos Aires | 19 de septiembre de 1880 | Félix Frías                         | 2      |           |                        |
| Buenos Aires | 19 de septiembre de 1880 | Domingo F. Sarmiento                | 2      |           |                        |
| Buenos Aires | 19 de septiembre de 1880 | Santiago Luro                       | 1      |           |                        |
| Buenos Aires | 19 de septiembre de 1880 | Carlos Casares                      | 1      |           |                        |
| Buenos Aires | 19 de septiembre de 1880 | Ataliva Roca                        | 1      |           |                        |
| Buenos Aires | 19 de septiembre de 1880 | J. M. Bombal                        | 1      |           |                        |
| Catamarca    | 1 de agosto de 1880      | Manuel V. Rodríguez                 | 1.010  | 1878-1882 | Federico Espeche       |
| Córdoba      | 25 de julio de 1880      | Telasco Castellanos                 | 1.524  | 1878-1882 | Fernando S. de Zavalía |
| Córdoba      | 25 de julio de 1880      | José M. Olmedo                      | 1.480  | 1878-1882 | Néstor Escalante       |
| Córdoba      | 25 de julio de 1880      | Tristán Bustos                      | 144    |           |                        |
| Córdoba      | 25 de julio de 1880      | Santos Núñez                        | 144    |           |                        |
| Córdoba      | 25 de julio de 1880      | Teodosio Luque                      | 45     |           |                        |
| Córdoba      | 25 de julio de 1880      | José J. Santillán Vélez             | 1      |           |                        |
| Corrientes   | 17 de septiembre de 1880 | José Luis Madariaga                 | 6.882  | 1880-1884 | [ g ]                  |
| Corrientes   | 17 de septiembre de 1880 | Desiderio Rosas                     | 6.780  | 1878-1882 | [ h ]                  |
| Corrientes   | 17 de septiembre de 1880 | Justino Solari                      | 6.777  | 1880-1884 | [ g ]                  |
| Corrientes   | 17 de septiembre de 1880 | Juan A. de los Santos               | 6.761  | 1878-1882 | [ h ]                  |
| Corrientes   | 17 de septiembre de 1880 | Nicanor Pujol                       | 6.372  | 1878-1882 | [ h ]                  |
| Corrientes   | 17 de septiembre de 1880 | Fidel S. Cavia                      | 6.141  | 1880-1884 | [ g ]                  |
| Corrientes   | 17 de septiembre de 1880 | Manuel Derqui                       | 104    |           |                        |
| Corrientes   | 17 de septiembre de 1880 | Ramón Contreras                     | 102    |           |                        |
| Corrientes   | 17 de septiembre de 1880 | Severo Fernández                    | 69     |           |                        |
| Corrientes   | 17 de septiembre de 1880 | Juan B. Aguirre                     | 44     |           |                        |
| Corrientes   | 17 de septiembre de 1880 | Luis Díaz                           | 27     |           |                        |
| Corrientes   | 17 de septiembre de 1880 | Wenceslao Fernández                 | 9      |           |                        |
| Corrientes   | 17 de septiembre de 1880 | José López                          | 1      |           |                        |
| Entre Ríos   | 25 de julio de 1880      | Gregorio Fernández de la Puente (h) | 2.749  | 1878-1882 | Miguel M. Ruiz         |
| Entre Ríos   | 25 de julio de 1880      | Ramón Calderón                      | 2.749  | 1878-1882 | Juan B. Ferreyra       |
| Jujuy        | 8 de septiembre de 1880  | Pablo Blas                          | 794    | 1878-1882 | Cástulo Aparicio       |
| Salta        | 8 de agosto de 1880      | Juan Solá                           | 2.212  | 1878-1882 | Arturo L. Dávalos      |
| Salta        | 8 de agosto de 1880      | Juan María Tedín                    | 2.212  | 1878-1882 | Cleto Aguirre          |
| Tucumán      | 25 de julio de 1880      | Silvano Bores                       | 1.070  | 1878-1882 | Juan Bautista Alberdi  |
| Tucumán      | 25 de julio de 1880      | Zenón P. Santillán                  | 1.070  | 1878-1882 | Próspero García        |
| Tucumán      | 25 de julio de 1880      | Otros                               | 5      |           |                        |

1. ↑  Desde el 22 de julio de 1881 representa a la Capital Federal luego de la federalización de Buenos Aires. Bernardo de Irigoyen renunció el 12 de octubre de 1880, lo reemplaza Nicolás Calvo en 1882.
2. 1 2 3 4 5 6 7 8 9 10 11 12  Emilio Mitre, Delfín B. Huergo, Manuel A. Montes de Oca, José María Gutiérrez, Justino Obligado, Hilario Lagos, Edelmiro Mayer, Mauricio González Catán, Martín de Gainza, Juan José Lanusse, Emilio Bunge y Manuel Rocha.
3. 1 2 3 4 5 6 7 8 9 10 11 12  Manuel Quintana, Norberto Quirno Costa, Vicente Gregorio Quesada, Carlos Salas, Francisco de Elizalde, Enrique Perisena, Bartolomé Mitre, Ramón B. Muñiz, Juan Agustín García, Ricardo Lavalle, Rufino de Elizalde y Juan José Montes de Oca.
4. 1 2 3 4 5 6 7 8  Desde el 22 de julio de 1881 representa a la Capital Federal luego de la federalización de Buenos Aires.
5. ↑  Renunció el 9 de mayo de 1881, lo reemplaza Dámaso Centeno en una elección especial el 10 de septiembre de 1882.
6. ↑  Renuncia aceptada el 4 de junio de 1883, no fue reemplazado.
7. 1 2 3  Avelino Verón, Manuel Florencio Mantilla y Pedro R. Fernández.
8. 1 2 3  Juan M. Rivera, José Miguel Guastavino y Eudoro Díaz de Vivar.